# Старый Мензелябаш
Ста́рый Мензеляба́ш (тат. Иске Минзәләбаш) — село в Сармановском районе Республики Татарстан. Административный центр Старомензелябашского сельского поселения.

## Этимология
Топоним произошёл от татарского слова «иске» (старый), гидронима на татарском языке «Минзәлә» (Мензеля) и гидрографического термина на татарском языке «баш» (исток).

## География
Село расположено на реке Мензеля в 22 км к югу от села Сарманово и в 6 км к северу от посёлка городского типа Джалиль.

## История
Известно с 1710 года.
В «Списке населенных мест по сведениям 1859 года», изданном в 1864 году, населённый пункт упомянут как казённая деревня Мензелибаш (Бикбулатова) 1-го стана Бугульминского уезда Самарской губернии. Располагалась при вершине речки Мензелы, в 70 верстах от уездного города Бугульмы и в 27 верстах от становой квартиры в казённой и башкирской деревне Альметева (Альметь-муллина). В деревне в 155 дворах жили 990 человек (499 мужчин и 491 женщина). Была мечеть.
С 10 августа 1930 года в Сармановском районе.

## Население
| 1824  | 1897  | 1920  | 1926  | 1938  | 1949  | 1958  |
| ----- | ----- | ----- | ----- | ----- | ----- | ----- |
| 309   | ↗1766 | ↗2167 | ↘1371 | ↗1522 | ↘1136 | ↘1040 |
| 1970  | 1979  | 1989  | 2002  | 2008  | 2011  |       |
| ↗1212 | ↘1041 | ↘723  | ↗734  | ↗742  | ↘740  |       |

| 1859 | 2020 |
| ---- | ---- |
| 990  | 693  |

## Религия
Мечеть.